# Infinity (película)
Infinity es una película norteamericana, dramática y biográfica de 1996; cuenta los primeros años del físico Richard Feynman. Feynman fue interpretado por Matthew Broderick, quien también dirigió y produjo la película. La madre de Broderick, Patricia Broderick, escribió el guion, que se basa en los libros ¿Está usted de broma, Sr. Feynman? y ¿Qué te importa lo que piensen los demás?, ambos escritos por Richard Feynman y Ralph Leighton.

## Trama
La película sigue muy de cerca el libro ¿Qué te importa lo que piensen los demás? y las historias contadas en él. La película comienza en 1924, con Richard y su padre, Arthur Melville Feynman, caminando por el bosque, donde Melville muestra su inspiración científica a Richard. En 1934, Richard y su futura esposa Arline están en la escuela secundaria y se inicia su relación amorosa. La historia salta entonces a sus años de universidad con Arline enfermando de tuberculosis. Luego continúa con Richard yendo al oeste, al Laboratorio Nacional de Los Álamos, en Los Álamos (Nuevo México), donde Arline le sigue más tarde, para ser internada en un hospital en Albuquerque (Nuevo México), donde ella muere. La película termina con Feynman llorando, al ver el vestido rojo que Arline le había señalado.

## Reparto
| Actor                 | Papel                    | Notas                                           |
| --------------------- | ------------------------ | ----------------------------------------------- |
| Matthew Broderick     | Richard Feynman          |                                                 |
| Patricia Arquette     | Arline Greenbaum         | La primera esposa de Feynman y amante           |
| Peter Riegert         | Melville "Mel" Feynman   | Padre de Feynman                                |
| Dori Brenner          | Tutti Feynman            |                                                 |
| Peter Michael Goetz   | Dr. Murray Gell-Mann     |                                                 |
| Željko Ivanek         | Bill Price               |                                                 |
| Joyce Van Patten      | Aunt Ruth                |                                                 |
| James LeGros          | John Archibald Wheeler   | Asesor de tesis en Princeton                    |
| Jeffrey Force         | Richard Feynman de joven |                                                 |
| David Drew Gallagher  | Harold                   |                                                 |
| Raffi Di Blasio       | Robert                   |                                                 |
| Joshua Keaton         | David                    |                                                 |
| James Hong            | Abacus Adder             |                                                 |
| Emerson Tran          | Kid                      |                                                 |
| Melissa DeLizia       | Joan de joven            |                                                 |
| John Hammil           | County Dr. #1            |                                                 |
| Jack Lindine          | Mr. Greenbaum            | Padre de Arline                                 |
| Helene Moore          | County Nurse #1          |                                                 |
| Mary Pat Gleason      | County Dr. #2            |                                                 |
| Horton Foote Jr.      | Neighborhood Doctor      |                                                 |
| Mary Kay Wulf         | Aunt Rose                |                                                 |
| Laurence Haddon       | Family Doctor            |                                                 |
| Tom Kurlander         | Driver                   |                                                 |
| Mark Burnham          | Passenger #1             |                                                 |
| Googy Gress           | Passenger #2             |                                                 |
| Joshua Goldin         | Passenger #3             |                                                 |
| Erich Anderson        | Gil                      |                                                 |
| Matt Mulhern          | Gate Guard               |                                                 |
| Drew Ebersole         | Calculator Kid #1        |                                                 |
| John Patterson        | Stan Ivanek              |                                                 |
| Damion Scheller       | Calculator Kid #2        |                                                 |
| Joshua Malina         | Calculator Kid #3        |                                                 |
| Demetrius Navarro     | Calculator Kid #4        |                                                 |
| Cosimo Sherman        | Garo                     |                                                 |
| Geoffrey Nauffts      | Rob                      |                                                 |
| David Barrera         | Chepa                    |                                                 |
| Patrick James Clarke  | Strong Fellow            |                                                 |
| Kirk Fox              | Mechanic                 |                                                 |
| Marianne Muellerleile | Nurse Gracie             |                                                 |
| Michelle Feynman      | Sewing Girl on Train     | Cameo por Michelle (la hija de Richard Feynman) |
| Kristin Dattilo       | Joan Feynman             | Hermana de Richard Feynman                      |
| Bill Bolender         | Isadore Rabi             |                                                 |
| Corbitt Smith         | Henry                    |                                                 |

## Producción
Michelle Feynman, la hija adoptiva de Richard Feynman y Gweneth en 1968, hace su aparición en la película como costurera en un tren.